# Autumn of the Seraphs
Autumn of the Seraphs es el cuarto disco de larga duración de la banda de San Diego Pinback. El álbum fue lanzado el 11 de septiembre de 2007 bajo el sello Touch and Go Records. La primera edición de Autumn of the Seraphs viene con un disco extra de edición limitada que incluye tres canciones de estudio inéditas, dos de las cuales surgieron en las sesiones de Autumn.
El arte de la carátula del álbum fue realizado por Mike Sutfin quien también ha trabajado para el juego de cartas coleccionables Magic: el encuentro.

## Listado de canciones
1. "From Nothing to Nowhere" – 3:28
2. "Barnes" – 4:17
3. "Good to Sea" – 3:12
4. "How We Breathe" – 4:07
5. "Walters" – 4:00
6. "Subbing for Eden" – 3:32
7. "Devil You Know" – 3:55
8. "Blue Harvest" – 3:34
9. "Torch" – 4:34
10. "Bouquet" – 5:10
11. "Off by 50" – 4:00
12. "The Speed of Dub" - 4:16 (Bonus Track para CD Japonés)

### DiscoBonusde edición limitada
1. "I'm a Pretty Lady" – 3:52
2. "Kylie" – 3:59
3. "Autumn of the Seraphs" – 4:16